# 圣布里斯 (马耶讷省)
圣布里斯（法語：Saint-Brice，法語發音：[sɛ̃ bʁis] ⓘ）是法国马耶讷省的一个市镇，位于该省东南部，和萨尔特省接壤，属于贡捷堡区。

## 地理
圣布里斯（47°51'35"N, 0°26'26"W）面积13.23 平方千米，位于法国卢瓦尔河地区大区马耶讷省，该省份为法国西北部内陆省份，北起芒什省和奧恩省，西接伊勒-维莱讷省，南至曼恩-卢瓦尔省，东临萨尔特省。
与圣布里斯接壤的市镇（或旧市镇、城区）包括：博蒙皮耶德伯夫、萨尔特河畔苏维涅、布埃尔、布埃赛、圣卢迪多拉、薩爾特河畔薩布萊。

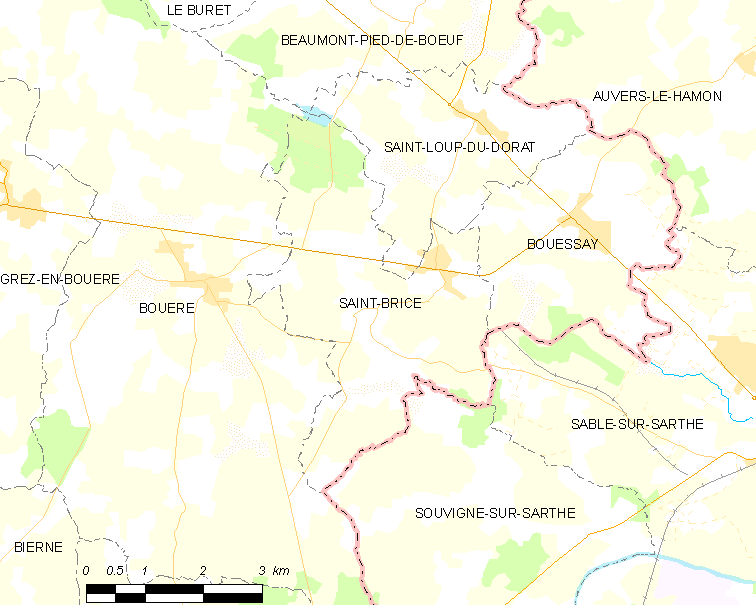
的OSM定位图

圣布里斯的时区为UTC+01:00、UTC+02:00（夏令时）。

## 行政
圣布里斯的邮政编码为53290，INSEE市镇编码为53203。

## 政治
圣布里斯所属的省级选区为梅莱迪迈讷县。

## 人口

1962-2008年间人口变化图示

圣布里斯于2022年1月1日时的人口数量为524人。